# 동해선
동해선(東海線)은 부산광역시 동구의 부산진역과 강원특별자치도 삼척시의 삼척역을 잇는 한국철도공사의 철도 노선이다. 초창기에는 사립철도였던 조선철도 경동선이라는 이름으로 1910년대부터 일부 구간이 운영 들어갔고, 1920년대 조선총독부의 간선철도 부설안에 포함되면서 동해선 구간의 공사가 시작되었으나 제2차 세계 대전에서 일본이 항복하면서 동해선 전체 노선 중 일부 구간만이 각각 동해북부선과 동해남부선으로 나뉘어 운영되었다.
동해선 전 구간을 복원하려는 시도는 광복 이후 지속되었고, 1970년대 부산진역과 포항역을 잇는 동해남부선이 개통했다. 이후 2000년대 강원도 지역의 영동선 일부 구간을 동해선으로 편입하려는 노력과 북한과 단절된 동해선 구간을 연결하려는 시도도 이어졌다. 2010년대 후반 포항역과 강릉역을 잇는 동해본선 구간에 대한 건설 논의가 진전을 이루었다. 2016년에는 동해선 광역전철이 개통하였고, 2021년에는 태화강역까지 동해선 광역전철이 연장되었다. 같은 해인 2021년 북울산역이 개통했고, 유네스코의 건의에 따라 경주 도심을 지나가던 동해선 역 및 철로의 위치를 모두 경주 외곽으로 이전했다. 2018년에는 부분적으로 영덕역까지 동해선이 연장했고, 2025년 1월 1일 영덕역과 삼척역 간 노선이 개통되었다.
동해선 노선은 양양군 및 속초시 방면으로 연장 계획이 있으며, 북한과의 노선 연계는 2024년 북한의 대남 적대정책으로 중단된 상황이다. 삼척선 전구간과 영동선의 강릉역-동해역 본선 구간은 향후 동해선 본선으로 편입할 계획을 가지고 있다.

## 역사

### 동해선 이전
동해선의 일부는 부산에 가스와 전기를 공급하고 부산전차를 부설할 목적으로 설립된 조선가스전기주식회사(朝鮮瓦斯電氣株式會社)에 의해 처음으로 계획되었다. 조선가스전기는 1911년에 부산궤도주식회사가 운영하던 부산진 ~ 동래 온천장간 경편철도를 매수, 이 노선을 연장할 계획을 세우고 1911년 7월 26일에 동래에서 울산과 경주를 거쳐 대구에 이르는 구간과, 경주에서 분기하여 포항에 이르는 구간의 경편철도 부설 허가를 출원하였다. 1912년 2월에 울산에서 분기하여 장생포에 이르는 구간의 부설 허가를 추가로 출원하였다. 조선총독부는 이 계획에 대해 동래 ~ 경주간은 부설 허가일로부터 1년 6개월, 경주 ~ 대구간은 2년 이내에 공사시행 인가를 받고, 공사시행 인가일로부터 2년 이내에 준공할 것을 조건으로 1912년 7월 2일자로 3개 노선을 모두 허가하였다. 하지만 경제불황으로 인해 공사자금을 모으지 못하고 부설 허가가 실효되었다.
당시 조선총독부는 철도를 직접 경영할 방침이었던데다, 조선총독은 군인이었기 때문에 군사수송에 그다지 도움이 되지 않는 경편철도에 대한 인식이 좋지 않았다. 때문에 조선가스전기에게는 보조금이 전혀 지급되지 않았다. 하지만 각 지방에 경편철도를 보급하여 산업개발을 촉진한다는 본국의 방침이 내려오자 조선총독부는 1912년 6월 15일 조선경편철도령(朝鮮輕便鐵道令)을 공포, 철도국 직원을 전국에 파견하여 장래 부설해야할 경편철도 49개노선을 선정했다. 그 중에서 1913년 9월 제1기 14개노선과 제2기 26개노선이 총독부 토목회의에서 심의되었고, 총독부는 이를 가능한한 민간 사업자가 부설, 운영하도록 한다는 방침을 세우고 1914년부터 경편철도 사업자에게 보조금을 지급하기 위한 예산을 편성하였다. 여기에 조선가스전기가 계획했던 3개 노선이 제1기 노선에 포함되어 보조금 지급 대상이 되었고, 1916년 1월 조선가스전기의 사장인 무타구치 겐가쿠(ja:牟田口元学)가 부설 허가를 다시 출원하여 2월 15일자로 허가되었다.
1916년 4월, 무타구치 겐가쿠 외 21명의 발기로 조선경편철도주식회사(朝鮮輕便鐵道株式會社)가 자본금 300만엔으로 설립되었다. 본사는 처음에는 부산부에 있었다가, 뒤에 대구부로 이전하고 공사 준비에 착수했다. 궤간은 경편철도로 주로 사용되던 2척 6촌(=762mm)으로 하고, 동래방면이 본선이던 당초 계획과는 달리 포항방면이 본선이 되었다. 1917년 2월에 대구에서부터 착공하여 11월에 대구 ~ 하양간이 개통함으로써 영업을 개시, 1918년에 하양 ~ 포항간, 1919년에 포항 ~ 학산간이 개통하여 본선이 전구간 개통하였다. 본선의 서악역에서 분기하여 동래에 이르는 지선은 1918년에 서악 ~ 경주, 1919년에 경주 ~ 불국사, 1921년에 불국사 ~ 울산간이 개통하였다.
조선경편철도는 위 노선 외에 조치원 ~ 충주간 철도 부설 허가를 받았다. 조치원 ~ 충주간 철도의 궤간은 조선총독부 철도국과 같은 4척 8촌 반(=1435mm)으로 계획되었고, 조선경편철도는 1919년 9월에 도쿄에서 임시주주총회를 열고 자본금을 1200만엔으로 증액하고 회사 이름을 조선중앙철도주식회사(朝鮮中央鐵道株式會社)로 고치기로 결정하였다. 1921년에 조치원 ~ 청주간이 개통하면서 이 노선과의 구분을 위해 대구 ~ 학산간은 구포선(邱浦線), 서악 ~ 울산간은 울산선(蔚山線)이라는 노선 명칭이 부여되었다.
1923년 9월 1일, 조선중앙철도 등 6개 회사가 조선철도주식회사(朝鮮鐵道株式會社)로 합병되었다. 조선철도는 구포선과 울산선을 합쳐 경동선(慶東線)으로 명명하고, 대구의 옛 조선중앙철도의 본사에 출장소를 두고 경동선을 운영하였다. 조선철도는 경제성있는 지점까지 개통하지 못하여 이용객들이 기피하는 노선인 충북선의 충주 연장과 경남선의 진주 연장, 그리고 총독부 뿐만 아니라 함경북도청에서도 보조금을 지급하는 함북선(지금의 무산선)을 우선적으로 추진했기 때문에, 흑자노선인데다 노선버스와의 경쟁에서도 우위를 점하고 있던 경동선은 후순위로 밀려나 울산 ~ 동래 및 장생포 구간은 공사시행 인가만 받은 상태로 착공하지 않고, 대구 ~ 포항간 여객열차를 신설하거나 본선과 지선의 분기역을 경주역으로 이설하는 등의 열차운행 개선이 이루어졌다.

### 조선총독부의 동해선 부설
1917년부터 국유철도의 경영을 남만주철도에 위탁했던 조선총독부는 1925년 4월 1일 다시 직영으로 환원하고 철도망 확충을 위해 「조선철도12년계획」을 세웠다. 동해선은 이 계획으로 신설되는 5개의 간선철도 중 하나로, 동해안 일대의 어항과 강원도 일대의 탄광을 개발하여 석탄, 목재, 광물, 해산물을 수송하고, 부산과 원산 및 함경선을 연결하는 것을 목적으로 추진되었다. 동해선 건설은 원산 부근의 경원선 갈마역에서 안변군, 통천군, 고성군, 양양군, 강릉군, 삼척군, 울진군, 영덕군을 거쳐 영일군의 경동선 포항역에 이르는 구간을 신설하는 북부선, 경부본선 부산진역에서 동래군을 거쳐 울산군의 경동선 울산역에 이르는 구간을 신설하는 남부선, 조선철도 경동선을 국유화하여 표준궤로 개량하는 중부선으로 나누어 부산진역 ~ 갈마역간 본선과 경주역 ~ 대구역간 지선을 완성하는 사업으로 진행되었다. 1927년에 일본 제국의회의 승인을 받아 공사에 착수했다.
- 동해남부선은 1930년 7월에 착공, 1934년에 부산진역 ~ 좌천역간, 1935년에 좌천역 ~ 울산역간이 개통하여 완공되었다.
- 경동선은 1928년에 매수하여 동해중부선로 개칭하여 국유철도로서 영업을 개시하였다. 표준궤로 개량하는 공사는 1935년 6월에 착공, 1936년에 울산역 ~ 경주역간, 1938년에 대구역 ~ 영천역간, 1939년에 영천역 ~ 경주역간, 1945년에 경주역 ~ 포항역간이 표준궤로 개량되고, 잔여구간인 포항역 ~ 학산역간이 폐지되어 완공되었다. 공사 과정에서 울산역 ~ 경주역 ~ 포항역간은 개량됨과 동시에 동해남부선에 편입되었고, 1938년의 조선국유철도선로명칭 개정으로 대구역 ~ 영천역간은 대구선으로, 영천역 ~ 경주역간은 경경남부선으로 분리되었다.
- 동해북부선은 안변역 분기안이 제기되어 당초 계획이었던 갈마역 분기안과 비교한 결과 1927년 5월 안변역 분기로 결정, 1928년 2월 착공하여 1929년에 안변역 ~ 흡곡역간, 1931년에 흡곡역 ~ 통천역간, 1932년에 통천역 ~ 고성역간, 1935년에 고성역 ~ 간성역간, 1937년에 간성역 ~ 양양역간이 개통하였다.

1937년 중일 전쟁이 시작되면서 조선지역도 전시체제가 되고, 군사적인 가치가 낮은 동해선의 건설은 지지부진해졌다. 북부선은 양양 이남으로 강릉군을 넘어 삼척군까지 노반공사가 진행되었고, 1940년 4월에는 포항역에서 북쪽으로 착공되었으나, 전시상황에서 쇠가 부족해지자 궤도 등 부대시설의 공사는 중단되고 노반공사만 진행되었다. 다만 북평역 ~ 삼척역 구간은 오노다 시멘트(지금의 삼표시멘트 삼척공장)에서 생산하는 시멘트를 묵호항을 통해 수송하기 위해 공사를 계속 진행하여 1944년에 개통, 삼척선이라 명명하고 삼척철도주식회사에 경영을 위탁하였다. 또, 부산, 울산지역을 공업단지로 개발하여 병참기지로 활용하기 위해 1945년에 부전역 ~ 적기부두간 및 울산역 ~ 울산부두간 화물지선이 개통되었다. 1945년 8월 15일, 일본이 항복함에 따라 포항역 ~ 삼척역간과 북평역 ~ 양양역 구간은 개통하지 못한 채 공사는 중단되었다.
| 조선국유철도선로명칭 | 조선국유철도선로명칭   | 기점     | 종점     | 연장(km) | 비고            |
| -------------------- | ---------------------- | -------- | -------- | -------- | --------------- |
| 동해선 (東海線)      | 동해남부선(東海南部線) | 부산진역 | 포항역   | 137.8    |                 |
| 동해선 (東海線)      | 적기선(赤崎線)         | 부전역   | 적기부두 | 5.8      |                 |
| 동해선 (東海線)      | 울산선(蔚山線)         | 울산역   | 울산부두 | 8.9      |                 |
| 동해선 (東海線)      | 동해북부선(東海北部線) | 안변역   | 양양역   | 192.6    |                 |
| 동해선 (東海線)      | 삼척선(三陟線)         | 북평역   | 삼척역   | 12.9     | 삼척철도에 위탁 |

### 분단과 한국 전쟁
1945년 9월, 한반도는 38도선을 경계로 남쪽은 미군이, 북쪽은 소련군이 점령함에 따라 동해선도 분단되어 동해남부선·적기선·울산선·삼척선은 미군이, 동해북부선은 소련군의 관할이 되었다. 일본과의 교류가 감소하면서 우암선(적기선을 개칭)과 울산선은 영업을 중단하였고, 삼척선은 계속해서 삼척철도가 위탁경영하다가 1948년에 삼척철도가 국유화되면서 삼척선도 미군정의 조선인 기관인 남조선과도정부가 직접 운영하였다. 1948년에 남북에 각각 단독정부가 수립되면서 남부선과 삼척선은 대한민국, 북부선은 조선민주주의인민공화국의 관할이 되었다.
6.25 전쟁이 발발하자 미군의 군수물자 수송을 위해 1951년 우암선과 울산선의 영업이 재개되고, 1952년에는 장생포선이 신설되었다. 이 전쟁의 결과 동해북부선의 안변역 ~ 고성역 구간만이 조선민주주의인민공화국의 실효 지배 지역이 되고, 초구역 ~ 양양역 구간은 대한민국의 실효 지배 지역이 되었다. 그러나 전쟁으로 대부분 파괴되고, 조선민주주의인민공화국은 동해북부선을 폐선, 철거하였다. 대한민국은 민간인출입통제구역에 포함된 초구역 ~ 현내역 구간을 폐선하고 현내역 ~ 양양역 구간은 영업중지 상태로 일단은 존치하였다.

### 대한민국 정부의 동해선 재추진
1945년 말에 노반공사가 완공되어있던 북평 ~ 양양 구간의 현지조사를 시행하는 등, 동해선 공사를 재개하려는 움직임은 군정기부터 있었으나, 한국 전쟁이 휴전된 뒤에야 본격적으로 추진하기 시작했다. 하지만 교통부의 적자로 인해 1957년에 모든 신규사업이 중단되었다.
1958년, 미국의 원조를 받아 동해안지구산업계획이 수립되었고, 여기에 북평 ~ 간성간 동해북부선 부설이 포함되었다. 북평 ~ 강릉간을 1단계로, 강릉 ~ 양양간을 2단계로, 양양 ~ 간성간을 3단계로 나누어, 1960년 2월 26일 강릉역 예정지에서 기공식을 거행하고 1단계 구간이 착공되었다. 그러나 이는 공사자금의 일부를 자유당의 정치자금으로 염출하기 위해 졸속으로 추진되었고, 4·19 혁명으로 자유당 정권이 붕괴한 후 들어선 장면 내각은 동해북부선 공사를 전면 재검토, 아직 착공하지 않은 2단계와 3단계 구간은 사실상 포기하였다.
1961년 5·16 군사 정변으로 들어선 군사정권에서는 제1차 경제개발 5개년 계획에 북평 ~ 속초간 동해북부선 부설을 포함하여 계속 추진하였고, 1961년에 북평 ~ 옥계간, 1962년에 옥계 ~ 강릉 ~ 경포대간이 개통하였다. 이때 개통한 동해북부선은 철암선·영암선과 연결되어 운영되었고, 1963년 3개노선을 통합하여 영동선(지금의 영동본선)이 되었다.
1965년, 교통부는 「철도건설7개년계획」을 세우고 18개철도 부설을 추진, 여기에 경포대 ~ 거진간 동해북부선과 포항 ~ 삼척간 동해중부선이 포함되었다. 동해북부선은 자체예산(경제개발특별회계)으로, 동해중부선은 서독의 차관을 도입하여 부설할 계획이었다. 그러나 1967년, 새 철도는 가급적 고속도로로 전환한다는 방침이 세워졌고, 동해선 건설은 또다시 중단된다.
휴전 뒤에도 영업중지상태로 존치되어있던 양양 ~ 현내간은 1963년부터 1967년까지 모두 철거되었다고 알려졌다.

### 남동임해공업지역 개발에 따른 변화
동해선 부설은 완전히 중단되고, 1968년에 경전선이 전구간 개통하면서 동해선은 한국철도에서 유일하게 본선이 없는 노선이 되었다.
| 선로명칭        | 선로명칭               | 기점     | 종점     | 연장(km) | 비고 |
| --------------- | ---------------------- | -------- | -------- | -------- | ---- |
| 동해선 (東海線) | 동해남부선(東海南部線) | 부산진역 | 포항역   | 147.8    |      |
| 동해선 (東海線) | 우암선(牛岩線)         | 부전역   | 우암역   | 5.8      |      |
| 동해선 (東海線) | 문현선(門峴線)         | 부산진역 | 우암역   | 4.7      |      |
| 동해선 (東海線) | 부전선(釜田線)         | 가야역   | 부전역   | 2.2      |      |
| 동해선 (東海線) | 울산항선(蔚山港線)     | 울산역   | 울산항역 | 8.9      |      |
| 동해선 (東海線) | 장생포선(長生浦線)     | 야음역   | 장생포역 | 4.1      |      |

한편, 사실상 본선의 역할을 수행하게 된 동해남부선 연선에서는 경제개발계획에 의해 공업단지가 조성되고, 이에 따라 화물수송을 원활하게 하기 위해 울산도심구간 철도이설과 화물지선의 정비 등이 추진되었다.
울산도심구간 철도이설은 1962년에 울산특정공업지구로 지정된 울산시의 도시계획에 따라 추진되었고, 1970년에 도시계획이 재정비되면서 현재의 노선이 정해졌다. 공장의 오염물질이 도심으로 오는것을 막기 위해 공단지구와 주거지구의 사이에 차단녹지를 만들고, 이 녹지를 따라 철도를 이설하고 도시 외곽인 삼산동에 조차장을 두고 화물지선이나 전용철도 등을 분기하도록 하여 공업지구를 오가는 화물열차가 도심으로 들어오지 않도록 계획되었다. 울산시의 재정난으로 사업이 계속 지연되다가, 1980년대가 되어 울산시의 팽창으로 도심철도가 도시의 성장에 장애가 되자 사업속도가 빨라졌다. 처음 계획은 효문동에 울산역을, 삼산동에 조차장을 두는 것으로 계획되었나, 조차장으로 예정된 삼산동에 울산역을 두고 여객과 화물을 모두 취급하는 것으로 변경되었다. 이에 따라 효문동에 설치될 역의 역할과 규모는 대폭 축소되었고, 울산역과 덕하역 사이에 선암신호장이 추가되어 1987년 11월 20일에 착공하였다. 1991년에 개통할 예정이었으나, 삼산동 일대 연약지반으로 인한 지반침하 및 부실공사 등의 문제로 지연되어 1992년 8월 20일에 개통하였다.
그 외에 온산국가산업단지의 화물을 수송하기 위한 온산선, 포항제철의 화물을 수송하기 위한 괴동선이 신설되었고, 부산항의 물동량 증가에 대응하기 위한 우암선 복선화 및 신선대부두까지 연장하는 등 화물지선의 정비가 이루어졌다.

### 1990년대 이후
1999년에 확정된 「국가기간교통망계획」에 따라 미개통 또는 폐선구간인 포항 ~ 삼척간 및 강릉 ~ 고성간 철도를 건설하여 동해선 철도를 완성하는 계획과, 개통구간인 부전 ~ 포항간 및 삼척 ~ 강릉간을 복선전철로 개량하는 계획이 등장하였다.

#### 동해선 철도 남북 연결
김대중 정부에 의한 햇볕정책의 일환으로 금강산 관광과 개성공업지구 계획이 진행되는 가운데, 대한민국에서 조선민주주의인민공화국을 거쳐 중화인민공화국 및 러시아로 연결되는 물류경로로써 활용하기 위해 경의선과 함께 동해선 도로·철도의 남북연결사업이 추진되었다.
원래 「국가기간교통망계획」에서 동해선의 강릉 ~ 고성간은 후반기(2010년 ~ 2019년)로 계획되었으나, 경의선과 함께 동해선도 연결하기로 합의하면서 군사분계선을 넘는 구간을 우선 건설하게 되었다. 안변 ~ 양양간 옛 동해북부선은 전쟁으로 파괴되어 남북 모두 폐선하였다가, 북측에서는 안변역 ~ 금강산청년역(옛 외금강역)간 101.0 km를 복원하여 1996년부터 금강산청년선으로써 영업을 재개한 상태였다. 동해선 철도의 남북 연결은 북측의 금강산청년역에서 군사분계선까지의 18.5 km와, 남측의 제진역(동해선철도남북출입사무소)에서 군사분계선까지의 7.0 km를 건설하는 사업으로 진행되었다. 2002년 9월 18일에 경의선과 동해선 도로·철도 연결공사의 기공식이 남측과 북측에서 각각 거행되었다. 남측에서는 순조롭게 공사가 진행되었으나, 북측에서는 공사가 계속 늦어져, 대한민국은 조선민주주의인민공화국에 건설자재와 장비를 제공하고 역사의 건설 등을 지원하였다.
2003년 6월 14일, 동해선은 군사분계선에서 남측으로 100m, 북측으로 400m가 건설된 가운데 경의선과 동시에 남북연결 행사가 열렸다. 이날 강원도에서는 아침부터 비가내렸으나, 행사가 진행된 11시부터 11시 30분까지 비가 개이고 해가 보여 화제가 되었다. 공사가 계속 진행되어 2005년 12월 31일, 남측의 제진 ~ 군사분계선간이 완공되었다.
2006년 5월 13일, 철도도로연결실무접촉에서 경의선과 동해선의 시험운행을 2006년 5월 25일에 하기로 합의하였다. 그러나 하루 전날인 24일, 북측에서 일방적으로 취소통보를 하는 바람에 시운전은 성사되지 못하고, 2007년 4월 22일의 제13차 남북경제협력추진위원회에서 다시 추진하기로 합의, 2007년 5월 17일에 시험운행이 이루어졌다. 그러나 화물열차의 영업운행을 개시한 경의선과는 달리, 동해선은 영업을 개시하지 못한 채 방치되고 있다.

#### 부산-울산 복선전철사업
동해남부선 부전역 ~ 태화강역간 65.7km 구간을 복선전철로 개량하는 사업이다. 부산진역 ~ 부전역 구간은 경부고속철도 건설과 함께 부산역과 가야역을 오가는 회송열차의 취급을 위해 전철화되었고, 정기여객열차의 운행이 중지되어 복선전철화사업에서 제외되었다.
1990년에 타당성조사를 시행하면서 시작된 사업으로, 부산권 도심교통난 완화를 목적으로 추진되었다. 대한민국 정부에서는 이 구간에 수도권 전철과 같은 통근형 전동차를 운행하기로 하고, 2000년 11월 14일 「대도시권 광역교통 관리에 관한 특별법」(약칭 대광법)에 근거한 광역철도로 지정하여 연선 지방자치단체인 부산광역시와 울산광역시에 건설비의 일부를 충당하였다. 2003년 6월 4일에 일부 구간이 착공하였고, 8월 8일에 사업실시계획이 승인되어 8월 11일에 기공식이 열렸다.
그러나 대한민국의 중앙집권적인 국가운영과 수도권 집중 현상으로 비수도권 지방자치단체의 재정은 매우 어렵고, 당초 2010년에 개통할 예정이었으나 예산문제로 공사의 진행이 계속 지연되었다. 부산시와 울산시에서는 광역철도의 총연장은 50 km 이내여야 한다는 대광법 시행령 제4조의 규정을 근거로 광역철도 지정 해제를 요구, 2011년 12월 30일에 해제되어 전액 국비로 건설하게 되었다.
국비로 건설하면서 공사는 원활하게 진행되어 2016년 4월 29일, 국토교통부는 부전 ~ 일광간 28.0 km를 복선전철화 개통함과 동시에 동해선 본선으로 편입하고, 영업개시 예정일이 2016년 10월 31일임을 고시하였다. 부산 도시철도및 시내버스와의 환승체계 구축 등을 이유로 부산시가 연기할 것을 요청하여 11월 12일로 연기되었다가, 한국철도공사 노동조합의 파업으로 무기한 연기되어 12월 9일에 서울 ~ 신해운대간 ITX-새마을이, 12월 30일에 부전 ~ 일광간 광역전철이 운행을 개시하였다.

#### 울산-포항 복선전철사업
동해남부선 울산역(지금의 태화강역) ~ 포항역간 76.7km 구간을 복선전철로 개량하는 사업이다. 울산광역시 구간에서는 농소 시가지 철도 이설 요구로, 경주시 구간에서는 경부고속본선 신경주역과의 연계 및 유네스코의 경주문화유적도시 지정관련 도심통과 철도이설 권고로, 포항시 구간에서는 포항역 북쪽이 이미 도시화되어 북쪽으로 연장하기가 곤란하기 때문에, 전 구간이 이설되어 전혀 다른 노선으로 건설된다. 2009년 4월 23일에 실시계획이 승인되었고, 같은날 기공식이 열렸다.
포항시 및 지역사회에서 KTX를 포항역까지 운행해 달라는 요구로 2009년 11월 경부고속철도와 동해남부선을 잇는 건천연결선을 설치하기로 결정하고, 건천연결선과 동해남부선의 합류지점인 모량신호장 ~ 포항역 구간이 우선 추진되었다. 2015년 2월 24일, 국토교통부는 모량 ~ 포항간 35.1km를 동해선 본선으로 명명하고 사용 개시를 고시하였다. 3월 31일에 일부 열차 운행을 개시하고, 4월 2일이 정식으로 개통하여 기존 동해남부선 부조 ~ 포항간의 여객열차의 운행을 중지하고 모든 열차가 부조신호장을 거쳐 새 노선으로 운행을 개시하였다.

#### 포항-삼척 철도건설사업

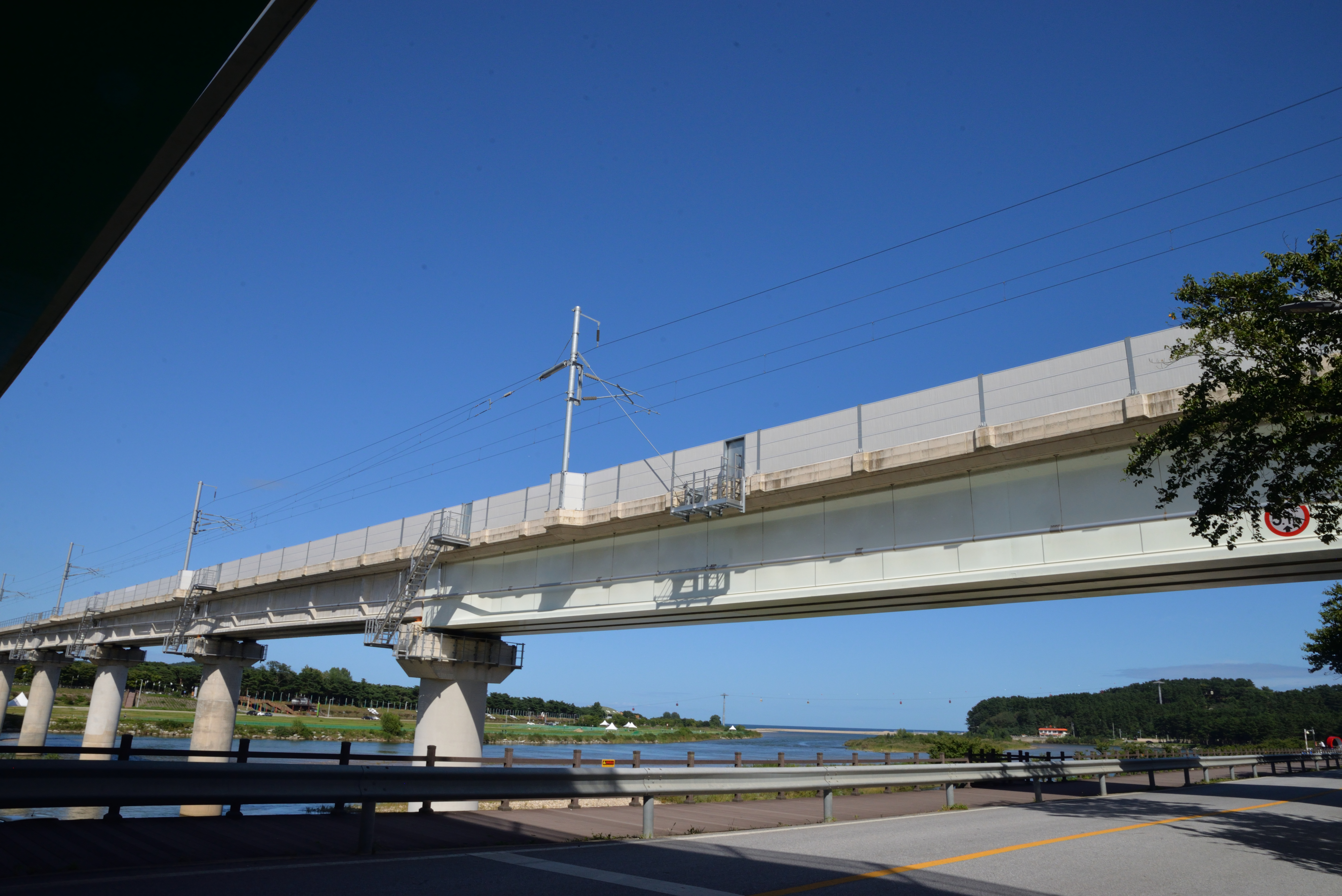
동해선 왕피천 철교

동해선의 단절구간인 포항역~삼척역 간 165.8 km 구간을 신설하는 사업이다. 이 구간은 조선총독부에 의해 일부 공사가 진행되어 포항시와 삼척시 일부에 당시의 노반 흔적이 있으나, 세월이 흐름에 따라 유실되거나 도로로 사용되어 이미 쓸 수 없기 때문에 새로 건설된다.
2008년 3월 20일에 실시계획이 승인되었고, 같은날 포항~남정 구간이 착공하였고, 2009년 5월에는 남정 ~ 영덕 구간이, 2014년 12월 5일에는 영덕 ~ 삼척 구간이 착공되었다. 2018년 1월 26일에 포항 ~ 영덕 구간 단선 비전철로 운행을 개시하였다.
2025년 1월 영덕~삼척 구간이 개통과 동시에, 영덕역과 삼척역 사이 중간 정거장으로 영해, 고래불, 후포, 평해, 기성, 매화, 울진, 죽변, 흥부, 옥원, 임원, 근덕 등 12개 정거장이 신설되었다.

## 연혁
이 문단에서는 화물지선을 제외한 각 구간별 개통 및 역의 개업·폐지일자만을 간략하게 기술하고, 착공 등 공사의 진행에 대해서는 #역사 문단에, 열차의 운행에 대해서는 #운영 문단에, 각 역의 등급 변동에 대해서는 개별작성된 각 역 문서에 기술한다.

### 일제강점기 시절
- 1917년 11월 1일 : 조선경편철도에 의해 대구역 ~ 하양역간 14.4mile 개통, 대구역·동촌역·반야월역·청천역·하양역 개업(정식 영업개시 인가일은 12월 24일).
- 1918년 5월 20일 : 하양역 ~ 금호역간 3.4mile 개통, 금호역 개업.
- 1918년 9월 1일 : 금호역 ~ 서악역간 24.1mile 개통, 영천역·임포역·아화역·건천역·서악역 개업, 대구역 ~ 동촌역간 영업거리 개정(3.5mile → 3.4mile).
- 1918년 10월 31일 : 서악역 ~ 포항역간 22.1mile 및 서악역 ~ 경주역간 1.2mile 개통, 사방역·안강역·부조역·효자역·포항역·경주역 개업.
- 1919년 1월 14일 : 경주역 ~ 불국사역간 8.1mile 개통, 도지역·불국사역 개업.
- 1919년 6월 25일 : 포항역 ~ 학산역간 1.2mile 개통, 학산역·금장역 개업.
- 1919년 9월 27일 : 조선경편철도가 조선중앙철도로 사명 변경.
- 1921년 10월 25일 : 불국사역 ~ 울산역간 18.7mile 개통, 입실역·모화역·호계역·병영역·울산역 개업.
- 1921년 : 대구역 ~ 학산역간은 구포선(邱浦線), 서악역 ~ 울산역간은 울산선(蔚山線)으로 명명.
- 1922년 12월 25일 : 광명역 개업 및 울산선 영업거리 개정(27.0mile → 26.9mile).
- 1923년 9월 1일 : 조선중앙철도가 조선철도에 합병, 구포선과 울산선을 합쳐 경동선(慶東線)으로 명명.
- 일자불명 : 도지역 폐지.
- 1926년 7월 1일 : 동방역 개업.
- 1927년 8월 1일 : 서악역 ~ 금장역간이 경주역 ~ 금장역으로 이설됨에 따라 본선과 지선의 분기역이 경주역으로 변경, 영업거리 개정(92.0mile → 91.9mile).
- 1928년 7월 1일 : 조선철도 경동선을 조선총독부가 매수, 동해중부선으로 명명하여 영업 개시, 영업거리 개정(91.9mile → 92.5mile).
- 1929년 9월 11일 : 동해북부선 안변역 ~ 흡곡역간 19.4mile 개통, 안변역·오계역·상음역·자동역·흡곡역 개업.
- 1930년 4월 1일 : 영업거리 단위를 킬로미터로 개정(중부선 92.5mile → 148.8km, 북부선 19.4mile → 31.4km).
- 1931년 7월 21일 : 북부선 흡곡역 ~ 통천역간 29.6km 개통, 패천역·송전역·고저역·통천역 개업.
- 1932년 5월 21일 : 북부선 통천역 ~ 두백역간 14.7km 개통, 벽양역·염성역·두백역 개업.
- 1932년 8월 1일 : 북부선 두백역 ~ 장전역간 17.5km 개통, 남애역·장전역 개업.
- 1932년 9월 16일 : 북부선 장전역 ~ 외금강역간 7.8km 개통, 외금강역 개업.
- 1932년 11월 1일 : 북부선 외금강역 ~ 고성역간 10.4km 개통, 고성역 개업.
- 1933년 8월 1일 : 삼일포역(구역) 개업
- 1934년 7월 15일 : 동해남부선 부산진역 ~ 해운대역간 18.9km 개통, 부산진역·서면역·동래역·수영역·해운대역 개업.
- 1934년 12월 16일 : 남부선 해운대역 ~ 좌천역간 22.3km 개통, 송정역·기장역·삼성역·좌천역 개업.
- 1935년 11월 1일 : 북부선 고성역 ~ 간성역간 39.3km 개통, 초구역·제진역·현내역·거진역·간성역 개업.
- 1935년 12월 16일 : 남부선 좌천역 ~ 울산역간 23.8km 개통, 월내역·남창역·덕하역 개업, 울산역 위치 변경에 따른 중부선 영업거리 개정(148.8km → 147.8km).
- 1936년 12월 1일 : 중부선 울산역 ~ 경주역간을 남부선에 편입, 경주역 위치 변경 및 표준궤로 개궤됨에 따른 영업거리 개정(남부선 65.0km → 104.3km, 중부선 147.8km → 107.4km)
- 1937년 12월 1일 : 북부선 간성역 ~ 양양역간 41.9km 개통, 공현진역·문암역·천진리역·속초역·대포역·낙산사역·양양역 개업.
- 1938년 7월 1일 : 중부선 대구역 ~ 영천역간을 표준궤로 개궤, 영업거리 개정(107.4km → 111.7km).
- 1938년 12월 1일 : 중부선 대구역 ~ 영천역간을 경부선의 지선인 대구선으로, 영천역 ~ 경주역간을 경경남부선으로 분리.(중부선 111.7km → 38.4km)
- 1940년 12월 1일 : 거제역 개업.
- 1943년 4월 1일 : 서면역 폐지, 부전역 개업.
- 1943년 4월 2일 : 범일신호소 설치.
- 1944년 2월 11일 : 삼척선 북평역 ~ 삼척역간 12.9km 개통, 북평역, 후진역, 삼척역 개업, 삼척철도에 경영 위탁.
- 1944년 6월 16일 : 효자역, 삼일포역(구역) 폐지.
- 1945년 2월 1일 : 달리신호장 설치.
- 1945년 7월 10일 : 중부선 경주역 ~ 포항역간을 남부선에 편입하고 포항역 ~ 학산역간을 폐선하여 동해중부선 폐지, 금장역을 나원역으로 개칭, 표준궤로 개궤됨에 따른 영업거리 개정.(104.3km → 137.8km).
- 일자불명 : 효자역 재개업.

### 해방이후 단선비전철 시절
- 1945년 9월 19일 : 조선총독부를 재조선미육군사령부군정청으로 개편함에 따라 남부선·삼척선은 미군정청의 철도가 됨.
- 1945년 10월 3일 : 38선 이북을 통치하는 소비에트민정청이 설치되어 북부선은 소비에트민정청의 철도가 됨.
- 1946년 2월 8일 : 북조선임시인민위원회 수립, 소비에트민정청이 해체되면서 북부선은 북조선임시인민위원회의 철도가 됨.
- 1947년 2월 20일 : 북조선임시인민위원회가 북조선인민위원회로 재편됨에 따라 북부선은 북조선인민위원회의 철도가 됨.
- 1947년 5월 17일 : 재조선미육군사령부군정청의 조선인 기관을 남조선과도정부라고 칭함에 따라 남부선·삼척선은 남조선과도정부의 철도가 됨.
- 1948년 8월 10일 : 삼척철도가 국유화됨에 따라 삼척선의 경영위탁 해제.
- 1948년 9월 9일 : 조선민주주의인민공화국 수립, 북부선은 조선민주주의인민공화국의 철도가 됨.
- 1948년 9월 13일 : 대한민국 정부가 남조선과도정부의 철도를 인수하여 영업 개시.
- 1949년 7월 : 삼성역을 일광역으로 개칭.
- 1950년 6월 25일: 한국 전쟁으로 북부선 영업 중지.
- 1957년 1월 16일 : 범일신호소를 범일역으로 승격 개업.
- 1957년 11월 1일 : 서생역 개업.
- 1961년 5월 5일 : 북부선 북평역 ~ 옥계역간 17.5km 개통, 묵호역, 망상역, 옥계역 개업.
- 1962년 11월 6일 : 북부선 옥계역 ~ 경포대역간 33.4km 개통, 정동진역, 안인역, 강릉역, 경포대역 개업.
- 1963년 4월 13일 : 남부선 영업거리 개정(137.8km → 147.8km)
- 1963년 5월 20일 : 북부선 전구간 영동선에 편입.
- 1965년 6월 11일 : 죽동역 개업.
- 1967년 5월 27일 : 청령역 개업.
- 1977년 2월 28일 : 동방역 폐지.
- 1978년 12월 15일 : 동방신호장 설치.
- 1989년 8월 16일 : 남문구·안락·재송 임시승강장 개업.
- 1992년 8월 20일 : 덕하역 ~ 호계역간 경로 변경, 달리신호장·울산역·병영역 폐지, 선암신호장·울산역·효문역 개업.
- 1992년 12월 8일 : 남부선 영업거리 개정(147.8km → 145.8km)
- 1996년 4월 1일 : 우일 임시승강장 개업.
- 2005년 1월 1일 : 한국철도공사가 철도사업 면허를 받아 영업 개시.
- 2010년 9월 30일 : 외고산 임시승강장 신설, 동년 10월 24일 폐지.
- 2010년 11월 1일 : 울산역을 태화강역으로 개칭
- 2013년 9월 30일 : 부산 구 동래역사, 포항역, 불국사역, 경주역 철도기념물 지정 및 보존하기로 함.[7]
- 2013년 11월 7일 : 수영역 ~ 기장역간 경로변경 및 영업거리 개정(145.8km → 143.2km) 고시.
- 2015년 2월 24일 : 본선 모량신호장 ~ 포항역간 35.1km 사용개시 고시, 모량신호장·부조신호장·포항역 신설.

### 고속철도 시대
- 2015년 4월 2일: 포항역 KTX 운행 개시.
- 2016년 4월 29일 : 본선 부산진역 ~ 포항역 사용개시 고시
  - 남부선 부전역 ~ 일광역간 복선전철 개량에 따른 영업거리 개정(143.2km → 142.5km) 및 남부선 전 구간을 본선에 편입
  - 남문구·안락·재송·우일 임시승강장은 보통역으로 승격
  - 거제역을 거제해맞이역으로, 남문구역은 거제역으로, 수영역을 센텀역으로, 우일역을 벡스코역으로, 해운대역을 신해운대역으로 개칭
  - 교대역·오시리아역 신설
- 2016년 12월 30일: 동해선 광역전철 1단계 부전 ~ 일광 구간 개통.
- 2017년 6월 29일 : 본선 포항역 ~ 영덕역 39.2km 사용개시 고시, 월포·장사·강구·영덕역 신설
- 2018년 1월 26일 : 동해선 포항역 ~ 영덕역 구간 영업개시
- 2019년 4월 17일 : 철도 노선번호 변경에 따라 311로 변경[8]
- 2019년 7월 15일 : 단선 신선 이설 및 월내역 여객 취급 중지[9]
- 2019년 10월 25일 : 사업용 철도노선 변경 고시를 통해 정차역에 부산원동역 추가. 지선으로 영일만항선, 울산신항선 추가.[10]
- 2019년 12월 30일 : 철도거리표 변경 고시를 통해 부산원동역 추가[11]
- 2021년 8월 26일 : 영업거리 개정(142.5km → 141.6km)[12], 사업용 철도 노선 지정 고시를 통해 지선으로 울산기지선 추가[13]
- 2021년 11월 17일 : 효문, 호계, 모화, 입실, 죽동, 불국사, 동방신호장, 경주, 나원, 청령, 사방, 양자동역 폐역 고시[14]
- 2021년 12월 28일 : 동해선 광역전철 2단계 일광 ~ 태화강 구간 개통.
- 2022년 11월 5일 : 동대구~태화강 구간 무궁화호→누리로로 차종 명칭 변경 기준
- 2023년 2월 5일 : 대한민국 국토교통부 역명심의위원회 심의 결과 신경주역 → 경주역으로 역명 변경 확정[15]
- 2023년 12월 18일 : 동대구~부전간 ITX-마음 운행 개시 및 동대구~포항구간 누리로 대체 운행, 포항~영덕간 무궁화호 취급 일시 중지
- 2024년 9월 6일: 영덕 ~ 삼척 구간 시운전
- 2025년 1월 1일: 포항 ~ 영덕 ~ 삼척 개통[16]

## 노선 정보

### 본선 정보
- 노선 거리 : 310.7 km
- 운영 기관 : 한국철도공사
- 궤간 : 1,435mm(표준궤)
- 통행 방식 : 좌측
- 역 수 : 61
- 복선 구간 : 부전역 - 포항역
- 전철화 구간 : 전 구간
- 전철화 방식: 교류 25.000V 60Hz
- 보안 장치 : ATS

### 지선 노선
동해선에는 총 11개의 지선 철도가 있다.
| 번호  | 노선 명칭  | 기점            | 종점                     | 연장(km) | 비고                                                |
| ----- | ---------- | --------------- | ------------------------ | -------- | --------------------------------------------------- |
| 31101 | 우암선     | 부산진역        | 신선대역                 | 6.1      | 2015년 5월 29일 운행종료                            |
| 31102 | 부전선     | 가야역          | 부전역                   | 2.2      |                                                     |
| 31103 | 온산선     | 남창역          | 온산역                   | 8.6      |                                                     |
| 31104 | 장생포선   | 태화강역        | 장생포역                 | 3.6      | 2018년 1월 19일 운행 종료 2024년 6월 28일 폐선      |
| 31105 | 울산항선   | 태화강역        | 울산항역                 | 4.6      |                                                     |
| 31106 | 괴동선     | 부조역          | 괴동역                   | 10.9     | 2021년 12월 기점연장(효자역⇾ 부조신호장역)          |
| 31107 | 동해북부선 | 제진역          | 감호역                   | 11.1     | 제진역 ~ 군사분계선 7.0km 군사분계선 ~ 감호역 4.1km |
| 31108 | 영일만항선 | 포항역          | 영일만항역               | 11.2     | 2019년 10월 25일 신설                               |
| 31109 | 울산신항선 | 망양역          | 울산신항역               | 9.8      | 2019년 10월 25일 신설                               |
| 31110 | 울산기지선 | 망양역          | 울산기지                 | 1.4      | 2021년 8월 26일 신설                                |
| 31206 | 경주삼각선 | 동해선 (분기점) | 중앙선 (도담-경주분기점) | 1.3      | 2021년 12월 28일 신설                               |

### 터널 목록
| 터널 이름   | 소재지                             | 길이   | 준공 년도 | 비고 |
| ----------- | ---------------------------------- | ------ | --------- | ---- |
| 해운대터널  |                                    | 3,711m | 2013년    |      |
| 송정터널    |                                    | 1,673m | 2013년    |      |
| 청광터널    |                                    | 195m   | 2019년    |      |
| 임랑터널    |                                    | 680m   | 2019년    |      |
| 길천터널    | 303m                               | 2019년 |           |      |
| 온곡터널    | 540m                               | 2019년 |           |      |
| 화산터널    | 1,150m                             | 2019년 |           |      |
| 마근터널    | 1,060m                             | 2019년 |           |      |
| 진동터널    | 255m                               | 2019년 |           |      |
| 고산터널    | 2,506m                             | 2019년 |           |      |
| 모수터널    | 1,393m                             | 2019년 |           |      |
| 상개터널    | 254m                               | 2016년 | 강릉방면  |      |
| 상개터널    | 260m                               | 1992년 | 부전방면  |      |
| 선암1터널   | 242m                               | 2016년 | 강릉방면  |      |
| 선암1터널   | 260m                               | 1992년 | 부전방면  |      |
| 선암2터널   | 293m                               | 2016년 | 강릉방면  |      |
| 선암2터널   | 280m                               | 1992년 | 부전방면  |      |
| 상연암1터널 | 3,210m                             | 2021년 |           |      |
| 상연암2터널 | 145m                               | 2021년 |           |      |
| 상연암3터널 | 536m                               | 2021년 |           |      |
| 송정터널    | 10,220m                            | 2021년 | 최장 터널 |      |
| 입실터널    | 900m                               | 2021년 |           |      |
| 냉천터널    | 760m                               | 2021년 |           |      |
| 내남터널    | 3,345m                             | 2021년 |           |      |
| 노곡1터널   | 410m                               | 2021년 |           |      |
| 노곡2터널   | 135m                               | 2021년 |           |      |
| 노곡3터널   | 202m                               | 2021년 |           |      |
| 노곡4터널   | 1,388m                             | 2021년 |           |      |
| 화심1터널   | 340m                               | 2021년 |           |      |
| 화심2터널   | 998m                               | 2021년 |           |      |
| 화천1터널   | 1,943m                             | 2021년 | 강릉방면  |      |
| 화천1터널   | 1,995m                             | 2021년 | 부전방면  |      |
| 화천2터널   | 2,143m                             | 2021년 | 강릉방면  |      |
| 화천2터널   | 2,130m                             | 2021년 | 부전방면  |      |
| 대곡터널    |                                    | 5,970m | 2015년    |      |
| 현곡1터널   |                                    | 80m    | 2015년    |      |
| 현곡2터널   |                                    | 2,240m | 2015년    |      |
| 나원터널    |                                    | 3,200m | 2015년    |      |
| 사방터널    |                                    | 2,285m | 2015년    |      |
| 대동터널    |                                    | 430m   | 2015년    |      |
| 양동터널    |                                    | 2,073m | 2015년    |      |
| 제산터널    |                                    | 2,517m | 2015년    |      |
| 자명1터널   |                                    | 336m   | 2015년    |      |
| 자명2터널   |                                    | 2,805m | 2015년    |      |
| 신흥터널    | 경상북도 포항시 북구 청하면 신흥리 | 1,385m | 2018년    |      |
| 이가터널    |                                    | 2,430m | 2018년    |      |
| 방석터널    |                                    | 392m   | 2018년    |      |
| 지경터널    |                                    | 1,625m | 2018년    |      |
| 부검터널    |                                    | 830m   | 2018년    |      |
| 부흥터널    |                                    | 1,394m | 2018년    |      |
| 원척터널    |                                    | 2,600m | 2018년    |      |
| 남호터널    |                                    | 1,312m | 2018년    |      |
| 삼사터널    |                                    | 1,130m | 2018년    |      |
| 오포1터널   |                                    | 715m   | 2018년    |      |
| 오포2터널   |                                    | 469m   | 2018년    |      |
| 하직터널    |                                    | 200m   | 2018년    |      |
| 우곡터널    |                                    | 982m   | 2018년    |      |
| 영덕터널    |                                    | 385m   | 2025년    |      |

### 역 목록
- K: KTX
- S: SRT
- 마: ITX-마음
- 무: 무궁화호
- 누: 누리로
- 광: ● 동해선 광역전철
- ●: 전 열차 정차, ▲: 일부 열차 정차,  | : 미정차

| 역 번호 | 역명       | 로마자 역명               | 한자 역명  | 역간 거리(km) | 영업 거리(km) | K      | S      | 마     | 무     | 누     | 광     | 접속 노선                 | 소재지         | 소재지   | 비고   |
| ------- | ---------- | ------------------------- | ---------- | ------------- | ------------- | ------ | ------ | ------ | ------ | ------ | ------ | ------------------------- | -------------- | -------- | ------ |
|         | 부산진     | Busanjin                  | 釜山鎭     | 0.0           | 0.0           | 미운행 | 미운행 | 미운행 | 미운행 | 미운행 | 미운행 | 경부선                    | 부산광역시     | 동구     |        |
|         | 범일       | Beomil                    | 凡一       | 2.1           | 2.1           | 미운행 | 미운행 | 미운행 | 미운행 | 미운행 | 미운행 | 가야선                    | 부산광역시     | 부산진구 |        |
| K110    | 부전       | Bujeon                    | 釜田       | 2.5           | 4.6           | ●      | 미운행 | ●      | ●      | 미운행 | ●      | 부전선 부전-마산 광역철도 | 부산광역시     | 부산진구 |        |
| K111    | 거제해맞이 | Geojehaemaji              | 巨堤해맞이 | 2.3           | 6.9           | ｜     | 미운행 | ｜     | ｜     | 미운행 | ●      |                           | 부산광역시     | 연제구   |        |
| K112    | 거제       | Geoje                     | 巨堤       | 1.0           | 7.9           | ｜     | 미운행 | ｜     | ｜     | 미운행 | ●      | ● 부산 도시철도 3호선     | 부산광역시     | 연제구   |        |
| K113    | 교대       | Busan Nat'l Univ. of Edu. | 敎大       | 0.7           | 8.6           | ｜     | 미운행 | ｜     | ｜     | 미운행 | ●      | ● 부산 도시철도 1호선     | 부산광역시     | 연제구   |        |
| K114    | 동래       | Dongnae                   | 東萊       | 1.2           | 9.8           | ｜     | 미운행 | ｜     | ｜     | 미운행 | ●      |                           | 부산광역시     | 동래구   |        |
| K115    | 안락       | Allak                     | 安樂       | 0.9           | 10.7          | ｜     | 미운행 | ｜     | ｜     | 미운행 | ●      |                           | 부산광역시     | 동래구   |        |
| K116    | 부산원동   | Busanwondong              | 釜山院洞   | 1.3           | 12.0          | ｜     | 미운행 | ｜     | ｜     | 미운행 | ●      |                           | 부산광역시     | 동래구   |        |
| K117    | 재송       | Jaesong                   | 裁松       | 1.0           | 13.0          | ｜     | 미운행 | ｜     | ｜     | 미운행 | ●      |                           | 부산광역시     | 해운대구 |        |
| K118    | 센텀       | Centum                    | -          | 1.0           | 14.0          | ｜     | 미운행 | ▲      | ▲      | 미운행 | ●      |                           | 부산광역시     | 해운대구 |        |
| K119    | 벡스코     | BEXCO                     | -          | 1.4           | 15.4          | ｜     | 미운행 | ｜     | ｜     | 미운행 | ●      | ● 부산 도시철도 2호선     | 부산광역시     | 해운대구 |        |
| K120    | 신해운대   | Sinhaeundae               | 新海雲臺   | 4.5           | 19.9          | ｜     | 미운행 | ●      | ●      | 미운행 | ●      |                           | 부산광역시     | 해운대구 |        |
| K121    | 송정       | Songjeong                 | 松亭       | 2.9           | 22.8          | ｜     | 미운행 | ｜     | ｜     | 미운행 | ●      |                           | 부산광역시     | 해운대구 |        |
| K122    | 오시리아   | OSIRIA                    | -          | 1.1           | 23.9          | ｜     | 미운행 | ｜     | ｜     | 미운행 | ●      |                           | 부산광역시     | 기장군   |        |
| K123    | 기장       | Gijang                    | 機張       | 5.7           | 29.6          | ｜     | 미운행 | ●      | ●      | 미운행 | ●      |                           | 부산광역시     | 기장군   |        |
| K124    | 일광       | Ilgwang                   | 日光       | 3.0           | 32.6          | ｜     | 미운행 | ｜     | ｜     | 미운행 | ●      |                           | 부산광역시     | 기장군   |        |
| K125    | 좌천       | Jwacheon                  | 佐川       | 5.1           | 37.7          | ｜     | 미운행 | ｜     | ｜     | 미운행 | ●      |                           | 부산광역시     | 기장군   |        |
| K126    | 월내       | Wollae                    | 月內       | 3.5           | 41.2          | ｜     | 미운행 | ｜     | ｜     | 미운행 | ●      |                           | 부산광역시     | 기장군   |        |
| K127    | 서생       | Seosaeng                  | 西生       | 2.6           | 43.8          | ｜     | 미운행 | ｜     | ｜     | 미운행 | ●      |                           | 울산광역시     | 울주군   |        |
| K128    | 남창       | Namchang                  | 南倉       | 8.4           | 52.2          | ｜     | 미운행 | ｜     | ●      | 미운행 | ●      | 온산선                    | 울산광역시     | 울주군   |        |
| K129    | 망양       | Mangyang                  | 望陽       | 4.4           | 56.6          | ｜     | 미운행 | ｜     | ｜     | 미운행 | ●      | 울산신항선 울산기지선     | 울산광역시     | 울주군   |        |
| K130    | 덕하       | Deokha                    | 德下       | 4.5           | 61.1          | ｜     | 미운행 | ｜     | ｜     | 미운행 | ●      |                           | 울산광역시     | 울주군   |        |
| K131    | 개운포     | Gaeunpo                   | 開雲浦     | 2.4           | 63.5          | ｜     | 미운행 | ｜     | ｜     | 미운행 | ●      |                           | 울산광역시     | 남구     |        |
| K132    | 태화강     | Taehwagang                | 太和江     | 4.9           | 68.4          | ●      | 미운행 | ●      | ●      | ●      | ●      | 장생포선 울산항선         | 울산광역시     | 남구     |        |
| K133    | 북울산     | Bugulsan                  | 北蔚山     | 9.7           | 78.1          |        | 미운행 | ●      | ●      | ●      | 미운행 |                           | 울산광역시     | 북구     |        |
|         | 외동       | Oedong                    | 外東       | 11.7          | 89.8          |        | 미운행 | ｜     | ｜     | ｜     | 미운행 |                           | 경상북도       | 경주시   | 신호장 |
|         | 경주       | Gyeongju                  | 慶州       | 20.5          | 110.3         | ▲      | 미운행 | ●      | ●      | ●      | 미운행 | 경부고속선                | 경상북도       | 경주시   |        |
|         | 모량       | Moryang                   | 牟梁       | 4.4           | 114.7         | ｜     | ｜     | ｜     | ｜     | ｜     | 미운행 | 건천연결선 중앙선         | 경상북도       | 경주시   |        |
|         | 서경주     | Seogyeongju               | 西慶州     | 8.2           | 122.9         | ｜     | ｜     | ●      | ●      | ●      | 미운행 | 경주삼각선                | 경상북도       | 경주시   |        |
|         | 안강       | Angang                    | 安康       | 10.8          | 133.7         | ｜     | ｜     | ｜     | ●      | ▲      | 미운행 |                           | 경상북도       | 경주시   |        |
|         | 부조       | Bujo                      | 扶助       | 5.8           | 139.5         | ｜     | ｜     | ｜     | ｜     | ｜     | 미운행 | 괴동선                    | 경상북도       | 경주시   | 신호장 |
|         | 포항       | Pohang                    | 浦項       | 10.2          | 149.7         | ●      | ●      | ●      | ●      | ●      | 미운행 | 영일만항선                | 경상북도       | 포항시   |        |
|         | 월포       | Wolpo                     | 月浦       | 15.3          | 165.0         | 미운행 | 미운행 | ▲      | 미운행 | ●      | 미운행 |                           | 경상북도       | 포항시   |        |
|         | 장사       | Jangsa                    | 長沙       | 9.1           | 174.1         | 미운행 | 미운행 | ｜     | 미운행 | ●      | 미운행 |                           | 경상북도       | 영덕군   | 무인역 |
|         | 강구       | Ganggu                    | 江口       | 7.6           | 181.7         | 미운행 | 미운행 | ｜     | 미운행 | ●      | 미운행 |                           | 경상북도       | 영덕군   |        |
|         | 영덕       | Yeongdeok                 | 盈德       | 6.6           | 188.3         | 미운행 | 미운행 | ●      | 미운행 | ●      | 미운행 |                           | 경상북도       | 영덕군   |        |
|         | 영해       | Yeonghae                  | 寧海       | 14.6          | 202.9         | 미운행 | 미운행 | ▲      | 미운행 | ●      | 미운행 |                           | 경상북도       | 영덕군   |        |
|         | 고래불     | Goraebul                  | -          | 7.3           | 210.2         | 미운행 | 미운행 | ▲      | 미운행 | ●      | 미운행 |                           | 경상북도       | 영덕군   |        |
|         | 후포       | Hupo                      | 厚浦       | 9.4           | 219.6         | 미운행 | 미운행 | ▲      | 미운행 | ●      | 미운행 |                           | 경상북도       | 울진군   |        |
|         | 평해       | Pyeonghae                 | 平海       | 4.9           | 224.5         | 미운행 | 미운행 | ▲      | 미운행 | ▲      | 미운행 |                           | 경상북도       | 울진군   |        |
|         | 기성       | Giseong                   | 箕城       | 7.4           | 231.9         | 미운행 | 미운행 | ▲      | 미운행 | ●      | 미운행 |                           | 경상북도       | 울진군   |        |
|         | 매화       | Maehwa                    | 梅花       | 10.9          | 242.8         | 미운행 | 미운행 | ▲      | 미운행 | ●      | 미운행 |                           | 경상북도       | 울진군   |        |
|         | 울진       | Uljin                     | 蔚珍       | 11.2          | 254.0         | 미운행 | 미운행 | ●      | 미운행 | ●      | 미운행 |                           | 경상북도       | 울진군   |        |
|         | 죽변       | Jukbyeon                  | 竹邊       | 7.8           | 261.8         | 미운행 | 미운행 | ▲      | 미운행 | ▲      | 미운행 |                           | 경상북도       | 울진군   |        |
|         | 흥부       | Heungbu                   | 興富       | 6.4           | 268.2         | 미운행 | 미운행 | ▲      | 미운행 | ▲      | 미운행 |                           | 경상북도       | 울진군   |        |
|         | 옥원       | Ogwon                     | 沃原       | 10.5          | 278.7         | 미운행 | 미운행 | ▲      | 미운행 | ▲      | 미운행 |                           | 강원특별자치도 | 삼척시   |        |
|         | 임원       | Imwon                     | 臨院       | 6.3           | 285.0         | 미운행 | 미운행 | ▲      | 미운행 | ▲      | 미운행 |                           | 강원특별자치도 | 삼척시   |        |
|         | 근덕       | Geundeok                  | 近德       | 9.6           | 294.6         | 미운행 | 미운행 | ▲      | 미운행 | ▲      | 미운행 |                           | 강원특별자치도 | 삼척시   |        |
|         | 삼척       | Samcheok                  | 三陟       | 16.1          | 310.7         | 미운행 | 미운행 | ●      | 미운행 | ●      | 미운행 | 삼척선                    | 강원특별자치도 | 삼척시   |        |

## 운영

### KTX
- 운행 구간 : 모량역 - 포항역

### 일반열차
- ITX-마음 운행 구간: 동대구역 - 부전역 / 강릉역 - 부전역
- 무궁화호 운행 구간 : 부전역 - 포항역 / 동대구역 - 부전역
- 누리로 운행 구간 : 동대구역 - 태화강역 / 동대구역 - 강릉역

### 통근형 전동차
- ● 동해선 광역전철 운행 구간 : 부전역 - 태화강역 (381000호대 전동차)

## 동해선의 교통량
2023년 철도통계연보에 따르면, 동해선을 경유하는 정기열차의 운행 빈도는 다음과 같다.(단위 : 회/일, 작성기준 : 편도, 주중)
| 운행구간          | 선로용량 | 고속열차 | 일반여객 | 전동차 | 컨테이너 | 일반화물 | 운행총계 |
| ----------------- | -------- | -------- | -------- | ------ | -------- | -------- | -------- |
| 범일 - 부전       | 86       | 0        | 0        | 0      | 2        | 0        | 2        |
| 부전 - 망양       | 152      | 0        | 9        | 52     | 3        | 0        | 64       |
| 망양 - 태화강     | 141      | 0        | 8        | 50     | 2        | 2        | 62       |
| 태화강 - 북울산   | 46       | 0        | 16       | 0      | 2        | 4        | 22       |
| 북울산 - 경주     | 151      | 0        | 16       | 0      | 2        | 4        | 22       |
| 경주 - 모량신호소 | 167      | 0        | 0        | 0      | 0        | 0        | 0        |
| 모량신호소 - 부조 | 154      | 18       | 6        | 0      | 1        | 6        | 31       |
| 부조 - 포항       | 154      | 18       | 6        | 0      | 1        | 0        | 25       |
| 포항 - 영덕역     | 40       | 0        | 0        | 0      | 0        | 0        | 0        |

## 같이 보기
- 남북철도 연결사업
- 원산금강산선

## 외부 영상
- 한국철도 랜선여행 (동해남부선 무궁화호 부전에서 포항까지, 2021년 11월 촬영한 영상)